# Karl Blessing (Verleger)
Karl Herbert Blessing (* 24. März 1941 in Berlin; † 12. März 2005 in München) war ein deutscher Verleger.

## Leben und Werk
Karl Blessing war der Sohn des Bankiers Karl Blessing, der von 1958 bis 1969 Präsident der Deutschen Bundesbank war. Sein Studium der Germanistik schloss er mit einer Promotion über Alfred Döblin ab.
1982 ging Blessing zur Verlagsgruppe Georg von Holtzbrinck zurück, nachdem er ab 1976 in den USA bei Reader’s Digest gearbeitet hatte. Von 1982 bis 1995 war er bei Holtzbrinck Verleger und Programmgeschäftsführer der zum Konzern gehörenden Verlage Knaur und Kindler.
Im Jahre 1996 gründete Blessing – gemeinsam mit der Bertelsmann AG – den Karl Blessing Verlag. Gegenwärtig (2021) gehört der Blessing Verlag (kurz Blessing) zur Penguin Random House Verlagsgruppe. Er verlegte Bestseller wie Kathy Reichs’ Kriminalroman Totenmontag oder Frank Schirrmachers Studie Das Methusalem-Komplott und Autoren wie Michael Crichton, Noah Gordon, Dieter Hildebrandt, Milena Moser, Arundhati Roy oder Tom Wolfe.
2004 wurde Karl Blessing vom Branchenmagazin BuchMarkt zum Verleger des Jahres gewählt.
Karl Blessing starb am 12. März 2005 wenige Tage vor Vollendung seines 64. Lebensjahres nach einem schweren Krebsleiden. Er fand seine letzte Ruhestätte auf dem Münchner Nordfriedhof.